# Judit Pach

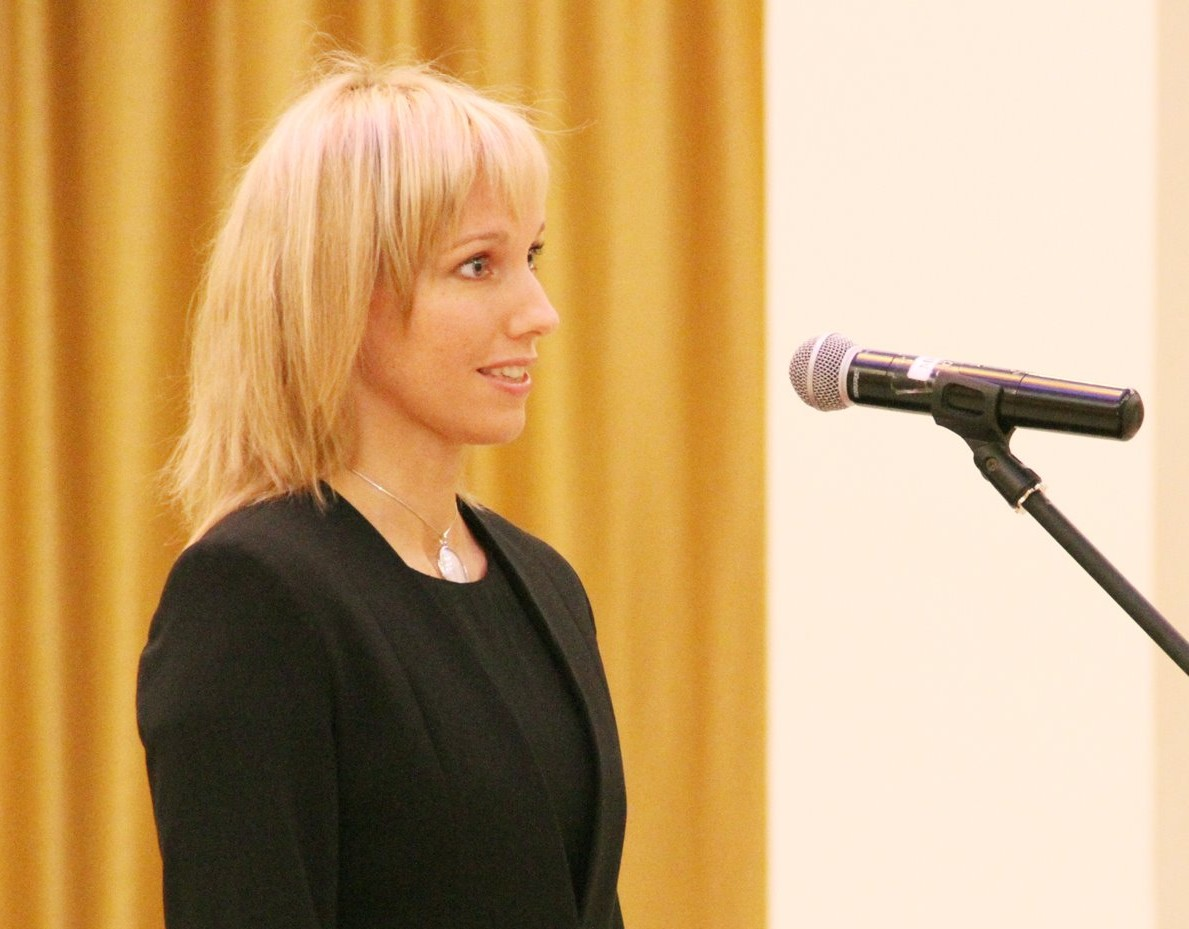
Judit Pach (2016)

Judit Pach, auch Judit Németh-Pach (* 1983) ist eine Diplomatin aus Ungarn. Sie ist seit Oktober 2021 Botschafterin ihres Heimatlandes in Singapur. Zuvor war sie Botschafterin in Indonesien und Osttimor.

## Werdegang
Judit Pach besuchte das Imre-Madách-Gymnasium in Vác, an dem sie im Jahr 2001 ihr Abitur mit Auszeichnung machte.
Nach der Schulausbildung absolvierte sei ein Studium an der Wirtschaftshochschule Budapest (Budapesti Gazdasági Egyetem) und danach ein weiteres an der Université Marc Bloch de Strasbourg im Bereich Sprachen und Geisteswissenschaften, wo sie einen Abschluss als Dolmetscherin machte.
Im selben Jahr begann sie im Büro des ungarischen Präsidenten zu arbeiten, 2011 übernahm sie die Leitung der Presseabteilung, war Pressesprecherin und von 2012 bis 2014 Leiterin des Büros für internationale Kommunikation des ungarischen Ministerpräsidenten Viktor Orbán.
2015 wurde sie für sechs Jahre außerordentliche und bevollmächtigte Botschafterin ihres Heimatlandes in Indonesien und Osttimor. Bei ihrem Amtsantritt war sie mit 33 Jahren die bisher jüngste Botschafterin Ungarns. Außerdem war sie die ungarische Botschafterin bei der Association of Southeast Asian Nations (ASEAN).
Seit 2021 ist Pach Botschafterin Ungarns in Singapur, mit Zweitakkreditierung für Brunei.